# Jo van Helden
Johannes Hendrikus Wilhelmus (Jo/Johan) van Helden (Amsterdam, 18 februari 1913 – Doorn, omstreeks 12 februari 1993) was een Nederlands altviolist.
Hij is zoon van Jan Willem Cornelis van Helden en Petronella Wilhelmina Leo. Vader was als musicus verbonden aan het Koninklijk Concertgebouw Orkest. Jo van Helden woonde als conservatoriumleerling aan de Alexander Boersstraat; hij werd in 1933 afgekeurd voor militaire dienst. Hij was getrouwd met Hemmine (H.A.) Verrijn Stuart.
Hij kreeg zijn muziekopleiding aan het Amsterdams Conservatorium van Felice Togni en Hendrik Rijnbergen. Muziektheorie kreeg hij van Sem Dresden en Hendrik Andriessen. Hij speelde daarna in de diverse orkesten, zoals van 1934 tot 1949 in een van de Omroeporkesten totdat hij in 1957 soloaltist werd bij het Utrechts Symfonie Orkest.
Hij was voorts actief in de wereld van de kamermuziek, zoals het gezelschap Alma Musica, waarin hij musiceerde met bijvoorbeeld Paul Godwin en Frieda Belinfante. Naast altviool bespeelde hij ook de viola d'amore met welk muziekinstrument hij muziek van Antonio Vivaldi opnam. Hij nam voorts met het Hekster Kwartet het strijkkwintet van Wolfgang Amadeus Mozart op.